# Karwinskia angustata
Karwinskia angustata är en brakvedsväxtart som beskrevs av A. Borhidi och O. Muniz. Karwinskia angustata ingår i släktet Karwinskia och familjen brakvedsväxter. Inga underarter finns listade i Catalogue of Life.